# Agri Decumates
Agri decumates ili decumates agri je područje rimske provincije Germania Superior ("Gornja Germanija"), koja je obuhvaćala oblast Schwarzwalda između rijeke Majne i izvora Dunava i Rajne, odnosno današnju jugozapadnu Njemačku (današnji Württemberg, Baden i Hohenzollern). Na jugositoku su se Agri decumates graničili s provincijom Recijom.  Jedini spomen tog naziva potiče iz Tacitove knjige Germanija.
Prema Tacitu su to područje prvotno nastanjivali Helvetii, ali su ih odatle u drugoj polovici 1. stoljeća pr. Kr. potisnuli germanski Svevi, prije nego što su se odselili na područje današnje Češke. Tada su se u to područje naselili Gali, ali je potom došlo pod rimsku vlast. Za vrijeme flavijevskih careva je podvrgnuto kolonizaciji, te su uz gradove izgrađena brojna utvrđenja koja će kasnije biti poznata kao Limes Germanicus. Za vrijeme krize 3. stoljeća je to područje izloženo sve intenzivnijim napadima germanskih plemena na čelu s Alemanima. Godine 260. je car Galijen, suočen s otcjepljenjem Galskog Carstva na zapadu, donio odluku da se Agri decumates evakuiraju i prepuste Alemanima. Područje je 270-ih nakratko pod rimsku vlast vratio car Aurelijan, ali ih je konačno napustio car Prob 282. Otada na tom području žive Germani i njihovi potomci. Povjesničari na temelju arheoloških artefakata, navode da su se rimski kolonisti, naselja i rimski način života pod germanskom vlašću održali sve do 5. stoljeća.